# Carl Sahlin
Carl Andreas Sahlin, född 15 december 1861 i Vollsjö, död 22 januari 1943 i Danderyd, var en svensk företagsledare och industrihistoriker.
Sahlin avlade 1883 studentexamen i Lund, där han studerade i två år, varefter han övergick till Tekniska högskolan och Bergshögskolan, där han utexaminerades som metallurg 1888. Sahlin inträdde därpå i Stora Kopparbergs bergslags tjänst, först som gruvingenjör, senare som disponentassistent  och fick i samband därmed en ledande ställning för Bergslagets järnhantering. Under hans ledning lyckades Domnarvet 1894–1895 göra ett genombrott  i Thomasprocessen så att antalet producerad ton fördubblades på 2 år. Sahlin var engagerad när Bergslaget köpte in sig i Grängesbergsgruvorna, introducerad elektriska motorer för driften, anskaffade fallrättigheter i Daläven för kraftförsörjningen, byggde om Kvarnsvedens pappersbruk samt startade Vagn och maskinfabriken i Falun. Han var samt suppleant i styrelsen för Bergslaget 1888–1900. År 1900 tackade han ja till ett erbjudande om att  bli disponent för Laxå bruks aktiebolag och hade den befattningen 1900–1917. 1904 publicerades Sahlin en bok om Ulfshyttans bruksegendom och dess historia; det brukets disponent var en  nära vän till honom.
Sahlins sakkunskap och administrativa förmåga togs i anspråk i flera styrelser och utredningar. Han var 1908–1928 ledamot av Järnvägsrådet, 1912–1920 ledamot av Handelsrådet, ordförande i Järnverksföreningen från 1904 och i Bergshanteringens vänner 1907–1921, fullmäktig i Jernkontoret från 1912 och i styrelsen för Nya AB Svenska metallverken från 1910 samt var ordförande i flera mindre aktiebolags styrelser, han var styrelseledamot i Ulfshytte Jernverks AB 1906-1924. Han var vidare ordförande i exporttariffkommittén 1905–1906 och ledamot av ångfärjekommittén 1906–1907.
Efter att Sahlin 1917 lämnat VD-posten vid Laxå bruk var han 1917–1924 verkställande direktör för Bångbro intressenters AB. Han blev 1925 ledamot av Järnvägsrådet. Han var även ledamot i 1918 års järnvägskommitté och 1919–1921 års ekonomiska statsbanekommitté, och var 1921–1923 ordförande i Sveriges industriförbund. 
Sahlin invaldes 1921 som ledamot av Ingenjörsvetenskapsakademien. På hans 60-årsdag, 15 december 1921, tillägnades honom  festskriften En bergsbok. Några studier öfver svensk bergshandtering. Sahlin utförde själv omfattande brukshistorisk forskning rörande den äldre svenska bergshanteringen.
Han var initiativtagare till inte mindre än tre museer av teknisk-historisk art: Bergslagets museum i Falun, Laxå bruksmuseum och Tekniska museet i Stockholm. Han var dessutom tillskyndare av fortsatt drift vid träkolshyttan Igelbäckens masugn, söder om Askersund. Sahlin var även under många år granskare av Svenska Akademiens Ordboks artiklar om metallurgi och bergsvetenskap, gruv- och hyttdrift med mera. En förteckning från 1941 över hans eget författarskap omfattar inte mindre än 382 skrifter och artiklar, främst inom svensk industrihistoria. Sahlin var 1918–1920 medlem av Upplands fornminnesförenings styrelse och blev 1935 föreningens hedersledamot.
Sahlin blev 1927 filosofie hedersdoktor vid Stockholms högskola. År 1933 tilldelades han den kungliga medaljen Illis quorum och 1936 tilldelades han Brinellmedaljen, med motiveringen för hans forskning på det bergshistoriska området.
Carl Sahlin är begraven på Gamla kyrkogården vid Borasjön.

## Tryckta skrifter
Se förteckningarna
- "Carl Sahlins intill den 15 december 1921 tryckta skrifter. Bibliografisk förteckning" av A. Silow, tryckt i En bergsbok. Några studier över svensk bergshantering tillägnad Carl Sahlin 19 15/12 21 Stockholm 1921, sid. 270–285.
- "Carl Sahlins tryckta skrifter 1890-1941", förteckning redigerad av A. Silow och Carl Björkbom, publicerad i Studera och probera. En hyllningsskrift till Carl Sahlin på hans åttioårsdag den 15 december 1941, Stockholm 1941, sid. 159–194.